# 袁粲
袁 粲（えん さん、永初元年（420年）- 昇明元年12月23日（478年1月12日））は、南朝宋の官僚・政治家。字は景倩。もとの名は愍孫。本貫は陳郡陽夏県。後廃帝を後見して朝政を掌握したが、蕭道成に敗れて身を滅ぼした。

## 経歴
袁濯（袁豹の子）と王氏のあいだの子として生まれた。幼くして父を失い、祖母がかれを哀れんで愍孫と名づけた。揚州従事を初任とした。武陵王劉駿の下で安北・鎮軍・北中郎行参軍を歴任し、侍中郎主簿となった。元嘉30年（453年）、劉駿が劉劭の乱を討つべく起兵すると、愍孫は記室参軍に転じた。孝武帝（劉駿）が即位すると、愍孫は尚書吏部郎・太子右衛率・侍中となった。孝建元年（454年）、孝武帝が群臣とともに中興寺の八関斎で昼食を終えると、愍孫はさらに魚肉を進上して食べさせようとした。このため糾弾を受けて免官された。孝建2年（455年）、廷尉・太子中庶子として再起し、右軍将軍の号を加えられた。孝建3年（456年）、西陽王劉子尚の下で北中郎長史となり、輔国将軍・広陵郡太守をつとめ、兗州の事務を代行した。
大明元年（457年）、再び侍中となり、射声校尉を兼ね、興平県子に封じられた。大明3年（459年）、山陰県の丁彖文から賄賂を受け取って、会稽郡の孝廉に推挙した罪により、免官された。まもなく西陽王劉子尚の下で撫軍長史となり、さらに再び太子中庶子となり、左軍将軍の号を加えられた。大明4年（460年）、豫章郡太守として出向した。大明5年（461年）、召還されてまた侍中となり、長水校尉を兼ねた。左衛将軍の号を受け、給事中の任を加えられた。大明7年（463年）、左衛将軍のまま吏部尚書に転じた。この年、皇太子劉子業が加冠の儀式を迎え、孝武帝が東宮で宴を開いたとき、愍孫が勧めた酒を顔師伯が飲まなかったことから争いとなり、孝武帝の怒りを買って、海陵郡太守に左遷された。
大明8年（464年）、孝武帝の崩御により前廃帝劉子業が即位すると、愍孫は御史中丞に任じられたが、受けなかった。再び吏部尚書となった。永光元年（465年）、右衛将軍の号を受け、給事中の任を加えられた。同年（景和元年）、また侍中となり、驍騎将軍の号を加えられた。同年（泰始元年）12月、司徒左長史に転じ、冠軍将軍・南東海郡太守を兼ねた。
愍孫は幼いころから魏の荀粲（字は奉倩）の為人を慕っており、粲と改名したいと孝武帝に願い出ていたが、許可されなかった。明帝劉彧が即位してこのことを請願すると、許可を受けて粲と名を改め、字を景倩とした。泰始2年（466年）、領軍将軍となった。この年のうちに中書令に任じられ、太子詹事を兼ねた。泰始3年（467年）、尚書僕射に転じた。まもなく吏部を兼ねた。泰始5年（469年）、中書令の任を加えられ、丹陽尹を兼ねた。泰始6年（470年）、明帝が華林園の茅堂で『周易』を講義したとき、袁粲が執経をつとめた。知東宮事を兼ね、尚書右僕射に転じた。泰始7年（471年）、右僕射のまま太子詹事を兼ねた。受けないうちに、尚書令に転じた。江州刺史の江柳の罪に連座して、守尚書令に降格された。
泰豫元年（472年）、明帝の崩御にあたって、袁粲は褚淵や劉勔らとともに後事を託された。後廃帝劉昱が即位すると、袁粲は朝政を後見した。元徽元年（473年）、母の王氏が死去し、葬儀を終えると、喪中にあって無官のまま職務を続けた。衛将軍の号を加えられたが、受けなかった。
元徽2年（474年）、桂陽王劉休範が反乱を起こし、反乱軍が南掖門に迫ると、袁粲は士気の低い諸将を叱咤し、褚淵とともに死命を尽くすことを表明した。このため陳顕達らが出戦して反乱軍を殲滅した。反乱が鎮圧されると、袁粲は中書監に任じられ、開府儀同三司の位を加えられ、司徒を兼ねた。元徽3年（475年）、衛将軍・開府のまま尚書令に転じた。いずれの官も固辞したが、服喪を終えると、ようやく受けた。侍中の任を加えられ、爵位は侯に進められたが、また受けなかった。この頃、袁粲は蕭道成・褚淵・劉秉とともに宮中に宿直し、朝政のすべてを決裁して、「四貴」と称された。
元徽5年（477年）7月、順帝が即位すると、袁粲は司徒・侍中のまま中書監に転じた。同年（昇明元年）8月、蕭道成は東府にあり、袁粲を石頭城に駐屯させることとした。袁粲は朝命にあまり従わず、迫られてやむをえなくなってから就任することが多かったが、このときは石頭城への移鎮を求める詔に素直に従った。12月壬申（478年1月12日）、荊州刺史の沈攸之が蕭道成打倒のために挙兵すると、袁粲はこれに呼応して石頭城で起兵した。劉秉・劉述・王蘊らが呼応して石頭城に赴いた。劉韞（劉秉の従弟）・卜伯興らが宮中で呼応したが、蕭道成に殺害された。蕭道成の部下の薛淵や戴僧静らが石頭城を攻撃してくると、石頭城は陥落して、袁粲は子の袁最とともに斬られた。享年は58。

## 伝記資料
- 『宋書』巻89 列伝第49
- 『南史』巻26 列伝第16